# Damas (Costa Rica)
Damas, también conocida como Fátima, es el distrito número diez del cantón de Desamparados, de la provincia de San José, en Costa Rica, fundado en el año de 1968.

## Historia
Las primeras ocupaciones recordadas de este territorio fueron por indígenas del antiguo Reino Huetar de Occidente, el cual se encontraba encabezado por el Cacique Garabito. Los indígenas que habitaron esta región fueron los mismos que habitaron la región de Aserrí, sobresaliendo entre ellos el Cacique Accerrí, originario de la tribu Quepoa.
Los primeros pobladores ubicaron sus casitas a lo largo de un camino que unía San José con Aserrí, y separaron sus propiedades con cercas, ya sea de piedra o árboles naturales, por lo que antiguamente se llamó a esta región Dos Cercas.
En aquella época, Dos Cercas, que era un distrito de San José, se conformaba por los barrios de Patarrá, Salitral (hoy San Antonio), San Felipe (hoy San Miguel), Palo Grande (hoy San Rafael) y El Molino (hoy San Juan de Dios).
En 1821, el caserío Dos Cercas ya tenía gran importancia y se había planificado muy bien sus primeros cuadrantes, de conformidad con las normas que ordenaba la vetusta "Ley de Indias para la formación de cabildos", además de que ya contaba con más población que otros asentamientos como Patarrá, San Antonio, Aserrí y el mismo Curridabat.
En 1841, Desamparados ya era un barrio de San José, y se conformaba por los cuarteles de El Centro, El Molino (hoy San Juan de Dios), Palo Grande (hoy San Rafael), Patarrá, San Antonio y San Felipe (hoy San Miguel).
El 4 de noviembre de 1962, se funda el cantón de Desamparados, número tres de la provincia de San José, mediante la Ley de Ordenanzas Municipales.
El 12 de octubre de 1968, el distrito de Damas es segregado del distrito de Patarrá.

## Ubicación
Ubicada en el norte del cantón, limita al norte con el distrito de San Antonio, al oeste con el distrito de Gravilias, al sur con el distrito de Los Guido y al este con el cantón de La Unión.

## Geografía
Damas cuenta con un área de 2,65 km² y una altitud media de 1180 m s. n. m.

## Demografía
Para el año 2022, Damas cuenta con una población estimada de 13 475 habitantes, y para el último censo efectuado, en 2011, Damas contaba con una población de 13 175 habitantes.

## Concejo de distrito
El concejo de distrito de Damas vigila la actividad municipal y colabora con los respectivos distritos de su cantón. También está llamado a canalizar las necesidades y los intereses del distrito, por medio de la presentación de proyectos específicos ante el Concejo Municipal. El presidente del concejo del distrito es el síndico propietaria del partido Unidad Social Cristiana, Marino Cristóbal Pérez Guzmán.
El concejo del distrito se integra por:
| #                       | Partido                         | Nombre                        |
| Síndico propietario     | Síndico propietario             | Síndico propietario           |
| ----------------------- | ------------------------------- | ----------------------------- |
| 1                       | Partido Unidad Social Cristiana | Marino Cristóbal Pérez Guzmán |
| Síndico suplente        |                                 |                               |
| 2                       | Partido Unidad Social Cristiana | Annie Pamela Suárez Abarca    |
| Concejales propietarios |                                 |                               |
| 3                       | Partido Unidad Social Cristiana | María Adilia Flores Cordero   |
| 4                       | Partido Unidad Social Cristiana | Carlos David Solís Blanco     |
| 5                       | Partido Liberación Nacional     | Silvia Macotelo Pérez         |
| 6                       | Partido Liberación Nacional     | Dagoberto Martínez Picado     |
| Concejales suplentes    |                                 |                               |
| 7                       | Partido Unidad Social Cristiana | Giselle Bermúdez Navarro      |
| 8                       | Partido Unidad Social Cristiana | Víctor Manuel López Mora      |
| 9                       | Partido Liberación Nacional     | Simey Herrera Retana          |
| 10                      | Partido Liberación Nacional     | Emmanuel Solano Núñez         |

## Organización territorial
El distrito de Damas se conforma por las siguientes comunidades o barrios:
- Barrio Cajita
- Barrio Calle Cura
- Barrio Calle Díaz
- Barrio Dorado
- Barrio Dos Cercas
- Barrio Fátima (centro)
- Barrio Fomentera
- Barrio Lomas de Salitral (comparte con Gravilias)
- Barrio Monteverde (comparte con La Unión)
- Barrio Nuestra Señora de la Esperanza
- Barrio San Lorenzo
- Barrio Suecia
- Barrio Villa Don Alfonso
- Barrio Zenaida

## Cultura

### Educación
Ubicadas propiamente en el distrito de Damas se encuentran los siguientes centros educativos:
- Escuela Ciudadela Fátima
- Escuela de Dos Cercas
- Colegio Técnico Profesional (C.T.P.) de Dos Cercas

## Transporte

### Carreteras
Al distrito lo atraviesan las siguientes rutas nacionales de carretera:
- Ruta nacional 212